# Berta Betanzos
Berta Betanzos (Santander, 14 gennaio 1988) è una velista spagnola, olimpionica di 470.

## Carriera
La sua prima partecipazione olimpica a Londra 2012 le frutterà solo un decimo posto.
Nel 2013 la campionessa mondiale ha sostituito la classe 470 per la nuova classe 49erFX.

## Palmarès
| Anno | Manifestazione      | Sede      | Risultato | Gara       |
| ---- | ------------------- | --------- | --------- | ---------- |
| 2009 | Campionati mondiali | Danimarca | Argento   | Classe 470 |
| 2011 | Campionati mondiali | Australia | Oro       | Classe 470 |
| 2009 | Campionati europei  | Austria   | Argento   | Classe 470 |
| 2011 | Campionati europei  | Finlandia | Oro       | Classe 470 |